# Alkaliphilus
Alkaliphilus è un genere di batterio appartenente alla famiglia delle Clostridiaceae.